# Кристофоль, Жан
Жан Кристофоль (фр. Jean Cristofol; 24 марта 1901, Испания — 21 ноября 1957, Вильжюиф) — французский государственный и политический деятель. Являлся членом Французской коммунистической партии. Был депутатом Национального собрания Франции с 1936 по 1940 год и с 1946 по 1957 год, затем работал мэром Марселя, второго по величине города Франции, с 1946 по 1947 год.

## Биография
Родился 24 марта 1901 года в Пучсерде (Испания). С 14 лет ему приходилось помогать овдовевшей матери работать на поле. Во время Первой мировой войны всего лишь 17-летним оказался в армии.  
Поступив работать в таможенное управление в 1923 году, начал активную деятельность в отраслевом профсоюзе Всеобщей конфедерации труда, затем вступил в Лигу прав человека в 1931 году и ФКП в 1933 году. В 1936 году стал депутатом-коммунистом Национального собрания Франции от Буш-дю-Рон, победив действующего депутата от СФИО Туссена Амброзини. 3 апреле 1940 года 
Став членом вновь образовавшейся Французской рабоче-крестьянской группы, во время Второй мировой войны он был арестован 8 октября 1939 года и лишён мандата. 3 апреля 1940 года правительство отправило его в тюрьму за то, что он был коммунистом, осудив на 5 лет заключения и 5 лет лишения гражданских прав на закрытом заседании 3-го постоянного военного трибунала Парижа. Оставался в заключении в Алжире при Вишистской Франции. 
В феврале 1943 года был освобождён, после англо-американской высадки в Северной Африке участвовал в реорганизации Алжирской коммунистической партии и снова стал депутатом в 1944 году. Работал мэром Марселя с 1946 по 1947 год. Скончался 21 ноября 1957 года в Вильжюифе, Франция.